# Back in Black
Back in Black je sedmi in najbolj prodajan album avstralske rock skupine AC/DC, ki je izšel 25. julija 1980.
"Back in Black" je bil prvi AC/DC album, ki je bil posnet brez nekdanjega glavnega pevca Bona Scotta, ki je umrl pri 33 letih, 19. februarja 1980.
Skupina je razmišljala o razpustitvi skupine zaradi Scottove smrti, ampak so se odločili, da nadaljujejo in so nato najeli Briana Johnsona, kot njihovega novega glavnega pevca in pisca pesmi.
Producenta Robert John "Mutt" Lange, ki je že prej sodeloval z  AC/DC pri albumu Highway to Hell, so zopet zaprosili za producenta.
Album so tudi predelali in izdali v letu 1994, ter v Bonfire box setu leta 1997 in kot del AC/DC Remasters Series leta 2003.
K temu so izdali tudi Dualdisc verzijo leta 2004, ki je predstavljala izboljšan Stereo format in dokumentarec "The Story of Back in Black" (ali "Zgodba o Back in Black").
13. Decembra 2007 je RIAA izdala certifikat 22.00× Multi Platinum, kar pomeni, da je bilo prodanih približno 42 milijonov kopij albuma – drugi najbolj prodajan album na svetu, za albumom "Thriller" pevca Michaela Jacksona.

## Seznam pesmi
Vse pesmi so napisali Angus Young, Malcolm Young, in Brian Johnson.
| Št.             | Naslov                                | Dolžina |
| --------------- | ------------------------------------- | ------- |
| 1.              | „Hells Bells‟                         | 5:12    |
| 2.              | „Shoot to Thrill‟                     | 5:17    |
| 3.              | „What Do You Do for Money Honey‟      | 3:35    |
| 4.              | „Given the Dog a Bone‟                | 3:32    |
| 5.              | „Let Me Put My Love into You‟         | 4:15    |
| 6.              | „Back in Black‟                       | 4:15    |
| 7.              | „You Shook Me All Night Long‟         | 3:30    |
| 8.              | „Have a Drink on Me‟                  | 3:59    |
| 9.              | „Shake a Leg‟                         | 4:06    |
| 10.             | „Rock and Roll Ain't Noise Pollution‟ | 4:15    |
| Skupna dolžina: | Skupna dolžina:                       | 41:56   |

## Osebje
- Brian Johnson — glavni pevec
- Angus Young — vodilna kitara
- Malcolm Young — ritmična kitara, spremljevalni vokali
- Cliff Williams — bas kitara, spremljevalni vokali
- Phil Rudd — bobni